# Třebětice

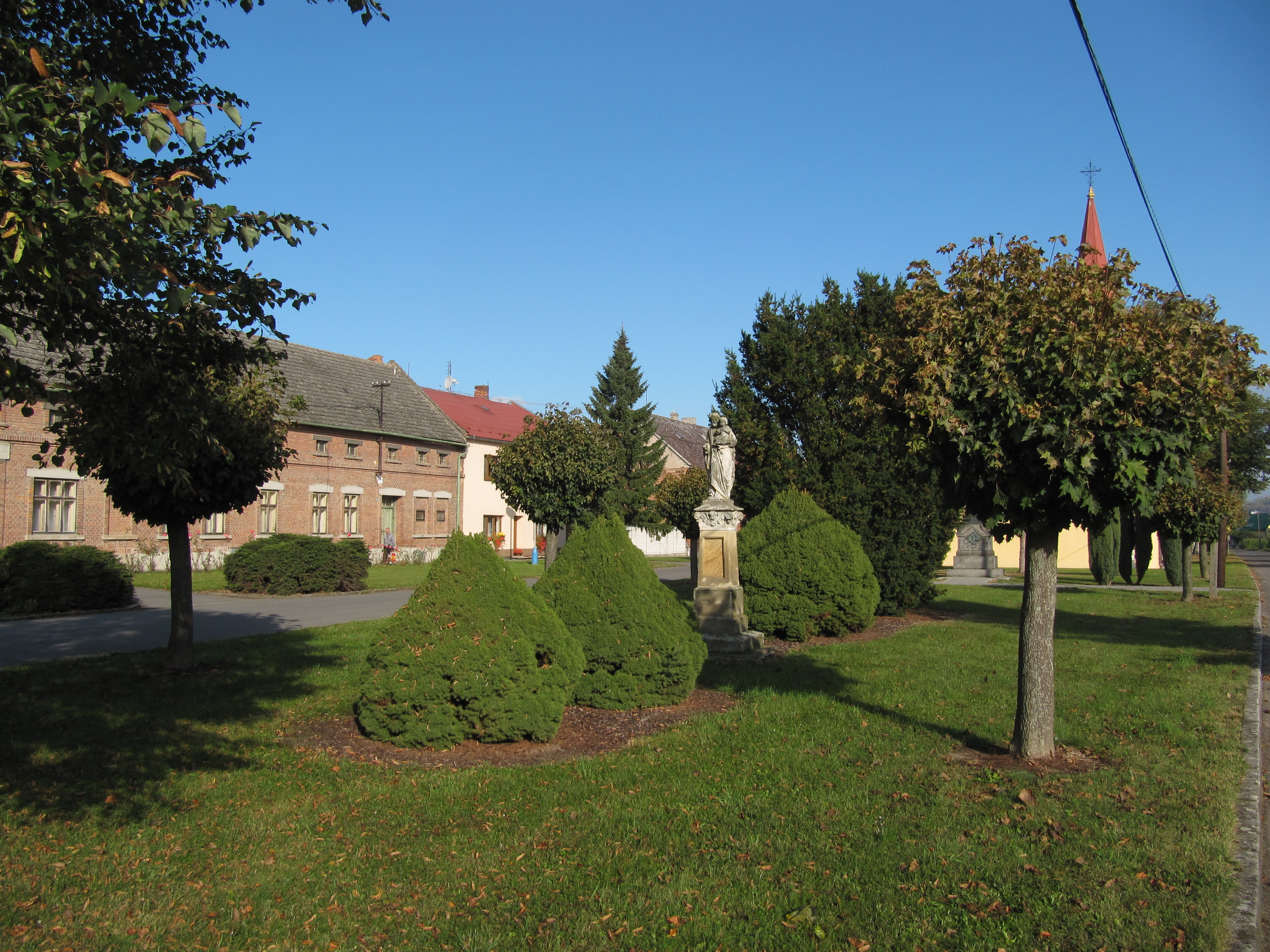
Dorfplatz

Třebětice (deutsch Trebietitz) ist eine Gemeinde in Tschechien. Sie liegt fünf Kilometer südwestlich von Holešov und gehört zum Okres Kroměříž.

## Geographie
Třebětice befindet sich im Südosten der Obermährischen Senke (Hornomoravský úval). Das Dorf liegt linksseitig der Rusava auf einer leichten Anhöhe zwischen dem Fluss und dem Bach Žabínek. Am südlichen Ortsrand verläuft die Bahnstrecke Valašské Meziříčí–Hulín, an der Třebětice eine Bahnstation hat. Östlich des Ortes entsteht die Schnellstraße R 49; dahinter liegt das Gelände des ehemaligen Flugplatzes Holešov, auf dem ein Industriegebiet entstehen soll.
Nachbarorte sind Količín im Norden, Všetuly im Nordosten, Alexovice und Martinice im Osten, Nový Dvůr, Čmelův Mlýn, Zahnašovice und Ludslavice im Südosten, Kurovice im Süden, Kamenecký Mlýn und Chrášťany im Südwesten, Hulín im Westen sowie Pravčice im Nordwesten.

## Geschichte
Das Angerdorf Třebětice entstand im 13. Jahrhundert auf einer Anhöhe zwischen den Überschwemmungs- und Sumpfgebieten der Rusava und Mojena, die auch einen natürlichen Schutz vor den Einfällen der Goldenen Horde bot. Ursprünglich bestand das Dorf aus zehn Häusern. Die erste schriftliche Erwähnung des Dorfes erfolgte im Jahre 1339, als der Vladike Beneš Hus sein Gut Kurovice mit den Dörfern Trebeticz und Kurovice an den Olmützer Bischof Jan Volek verkaufte. Weitere Namensformen waren Třebětice (1408), Tréby (1464), Střebětice (1481), Trzebieticz (1512) und Trziebieticze (1554). Die Bewohner lebten von der Zucht von Schweinen, die insbesondere in den flachen Sümpfen zwischen Třebětice und Količín gehalten wurden. Im 16. Jahrhundert wurde das Dorf gegen Süden durch ein Eingangstor geschützt, in den anderen Himmelsrichtungen war es von Teichen und Sümpfen umgeben.
Nach der im 17. Jahrhundert erfolgten Trockenlegung der Feuchtgebiete wurde auch Ackerbau sowie die Zucht von Rindern und Pferden möglich. 1650 erwarb Johann von Rottal das bischöfliche Gut Střeběnice und schlug es seiner Herrschaft Holešov zu. Im Jahre 1751 wurde das Dorf als Stržebetitz bezeichnet. Nach dem Erlöschen des Geschlechts von Rottal fiel das Erbe 1762 Franz Anton von Rottals Schwiegersohn Franz Maximilian Nádasdy zu, der die Herrschaft an die Grafen Erdődy veräußerte. Zum Ende des 18. Jahrhunderts bestand das Dorf aus 30 Häusern und hatte etwa 450 Einwohner. Bis zur Mitte des 19. Jahrhunderts blieb der Ort immer nach Holešov untertänig.
Nach der Aufhebung der Patrimonialherrschaften bildete Střebetice / Strzebietitz ab 1850 eine Gemeinde in der Bezirkshauptmannschaft Holešov. Im selben Jahre entstand an der Mojena die Wassermühle Kamenec, wenig später wurden noch die Mühlen Vajzar und Chytil erbaut. 1858 verkauften die Grafen Erdődy ihre Güter in Holešov mit allem Zubehör an die Grafen von Würben. Ab 1872 verwendete die Gemeinde den Namen Třebetice. Die Dorfschule wurde 1874 errichtet. 1880 entstand südlich des Dorfes die Eisenbahn von Hulín nach Holešov, die ohne Halt vorbeiführte. Ab 1881 wurde die Gemeinde als Třebětice und ab 1893 als Střebětice bezeichnet. Im Jahre 1887 erfolgte der Bau einer Kirche auf dem Dorfanger. 1921 lebten in den 60 Häusern des Dorfes 460 Personen. Zu dieser Zeit erfolgte der Umbau des Gutes Grunt. Seit 1924 führt die Gemeinde den Namen Třebětice. 1944 entstand östlich des Dorfes ein Feldflugplatz der Schutzpolizei, der in den 1950er Jahren zum Militärflugplatz Holešov ausgebaut wurde. 1948 entstand in Alexovice eine landwirtschaftliche Genossenschaft und das Gut Grunt wurde zum Staatsgut. Das Gut Mansko wurde abgerissen. Im Jahre 1960 wurde die Gemeinde dem Okres Kroměříž zugeordnet. Die Schule in Třebětice wurde 1977 geschlossen. 1985 wurde Třebětice nach Holešov eingemeindet. 1988 begannen die Arbeiten für den Bau einer Bahnstation der ČSD. Seit 1989 ist Třebětice wieder eine eigene Gemeinde. Nach dem 2004 gefassten Beschluss zur Schließung des Flugplatzes Holešov und Errichtung eines 360 ha großen Industriegebietes wurde das Projekt im Jahr darauf durch die Regierung in die Liste nationaler Strategieprojekte aufgenommen. Im März 2009 stellte der Flugplatz den Betrieb ein und nach Fertigstellung der Infrastruktur wurde 2010 der erste Investor bekanntgeben. Ebenfalls im Bau befindet sich die zwischen dem Dorf und dem künftigen Industriegebiet verlaufende Schnellstraße R 49.

## Ortsgliederung
Für die Gemeinde Třebětice sind keine Ortsteile ausgewiesen. Zu Třebětice gehören die Ansiedlung Alexovice (Alexowitz) sowie die Einschichten Beneš - Kamenecký Mlýn, Čmelův Mlýn, Dovrtěl und Nový Dvůr (Neuhof).

## Sehenswürdigkeiten
- Pfarrkirche des hl. Wendelin, auf dem Dorfanger, erbaut 1887
- Steinernes Wegekreuz in Alexovice
- Statue der Jungfrau Maria
- Statue des hl. Josef
- Denkmal für die Gefallenen des Ersten Weltkrieges, auf dem Dorfanger
- Wassermühle Čmelův mlýn, südöstlich des Dorfes an der Mojena
- Wassermühle Kamenecký mlýn, südwestlich des Dorfes an der Mojena

## Persönlichkeiten
- František Gogela (1854–1922), der Botaniker und Rosenzüchter wirkte als Pfarrer in Třebětice, nach ihm ist die Rose Roza Gogelana benannt.